# San Dimitrio
Die San Dimitrio war ein 1879 gebautes Fracht- und Passagier-Dampfschiff für Binnen- und Küstengewässer.

## Einwandererschiff
Das Schiff wurde zusammen mit einem weiteren Schiff von einem schwedischen Geschäftsmann für die Marseiller Firma Ginesta & Co. aufgekauft. Diese Firma beschaffte in mehreren Fällen Schiffe für die illegale Einwanderung von Juden nach Palästina.
Die beiden Küstenschiffe waren für den beabsichtigten Zweck eigentlich ungeeignet, mangels besserer Alternativen wurden sie dennoch von der Hagana übernommen. Auf der Fahrt ins Mittelmeer lief das zweite Schiff auf Grund und ging verloren, die San Dimitrio erreichte jedoch Marseille, wo das Schiff für die Aufnahme vieler Passagiere umgebaut wurde. Betrieben wurde das Schiff von einer spanischen Mannschaft unter der Leitung von Kapitän Albert Laimaz Carion. Für die anstehende Fahrt erhielt das Schiff den Hagana-Codenamen Latrun, nach der britischen Polizeistation und Internierungslager in Latrun, in dem seit der Operation Agatha eine große Zahl Juden inhaftiert war.
Die Presse wurde schon am 12. Oktober 1946 auf das Schiff aufmerksam, und trotz britischer Bemühungen dies zu verhindern, wurden am 19. Oktober unter Aufsicht der französischen Polizei die Passagiere an Bord genommen. Die Juden stammten aus Polen, Russland, Rumänien und Jugoslawien. Um die Behörden zu täuschen, besaßen etliche Passagiere Visa für Äthiopien und Bolivien. Die Täuschung war jedoch erfolglos, die Briten hielten das Schiff unter Beobachtung. Mit 1.252 Passagieren an Bord (andere Quellen nennen 1.275) und damit extrem überbelegt, legte die San Dimitrio am 19. Oktober in Sete ab. Ihre maximale Fahrt betrug 5 kn (9,26 km/h), dadurch dauerte die Überfahrt nach Palästina mehr als doppelt so lange wie geplant, die Lebensmittel- und Wasservorräte gingen aus. Mit abnehmendem Kohlevorrat in den Bunkern verschlechterte sich die Trimmung und Stabilität des Schiffs.
Am 29. Oktober wurde die San Dimitrio von einem britischen Seeaufklärer geortet. Am Tag darauf, nach Einbruch der Dunkelheit, wurde das Schiff von zwei Flugzeugen des britischen Zerstörers HMS Chivalrous umkreist. Da sich die San Dimitrio noch in internationalen Gewässern befand und unter der Flagge Panamas fuhr, versuchten die Briten nicht das Schiff zu entern. Mit bis zu 45° Schlagseite und starken Rollbewegungen setzte die San Dimitrio ihre Fahrt nach Haifa fort, ständig umkreis von der HMS Chivalrous und den beiden Minensuchbooten HMS Octavia und HMS Providence. In den Küstengewässern Palästinas erfolgte dann der Zugriff der britischen Marine, indem zwei Schiffe die San Dimitrio einkeilten und zum Stoppen zwangen. Die Passagiere der San Dimitrio wehrten sich heftig, doch unter Einsatz von Wasserwerfern und Tränengas erkämpften sich die britischen Soldaten den Zugang zur Kommandobrücke. In diesem Tumult gelang es mehreren Passagieren der San Dimitrio unbemerkt ins Wasser zu springen und ans Ufer zu schwimmen.
Als weiterer Widerstand wurde die Antriebsmaschine der San Dimitrio sabotiert und der Dampf abgelassen, so dass das Schiff ohne eigenem Antrieb war. Unter der ständigen Furcht, das Schiff könnte kentern, wurde die San Dimitrio in den Hafen von Haifa geschleppt. Die Passagiere wurden auf die Deportationsschiffe Empire Haywood und Ocean Vigour gebracht und im Rahmen der Operation Igloo in das Internierungslager in Karaolos auf Britisch-Zypern deportiert. Ein Palyamnik, der als Betreuer und Organisator mit an Bord war, konnte sich zwischen den Ersatzteilregalen im Maschinenraum verstecken und später unerkannt entkommen. Die anderen Hagana- und Palmach-Agenten wurden mit nach Zypern deportiert.
Nachdem die Passagiere die San Dimitrio verlassen hatten, lag das Schiff mit immer noch 30° Schlagseite im Hafen von Haifa.

## Film
- Palestine: Damaged Illegal immigrant ship docks in Haifa (1946) auf British Pathe (26 Sek.)